# Hédi Nouira
Hédi Nouira (in arabo الهادي نويرة‎?, al-Hādī Nuwayra; Monastir, 5 aprile 1911 – La Marsa, 25 gennaio 1993) è stato un politico tunisino.

## Biografia
Fu il primo presidente della Banca centrale tunisina, istituita nel 1958. Oppositore delle politiche di collettivizzazione e alla svolta socialista degli anni sessanta, fu quindi Primo ministro della Tunisia dal 2 novembre 1970 al 23 aprile 1980, portando avanti politiche liberali, che risollevarono in un primo momento l'economia tunisina ma che crearono anche gravi squilibri sociali.